# Bhopal (distrikt)
Bhopāl är ett distrikt i Indien.   Det ligger i delstaten Madhya Pradesh, i den centrala delen av landet, 600 km söder om huvudstaden New Delhi. Antalet invånare är 2 371 061.
Följande samhällen finns i Bhopāl:
- Bhopal
- Berasia